# Society of Australian Genealogists
Society of Australian Genealogists – najstarsze towarzystwo genealogiczne działające w Australii, założone w 1932 roku. Obecnie zrzesza 6500 członków.